# Sonja Smederevac
Sonja Smederevac, född 3 juni 1970, journalist och dokumentärfilmare. Syster till TV4-kocken Sascha Smederevac.
Sonja Smederevac började sin journalistkarriär som 20-åring med att skriva reseskildringar från sina resor. 1996 rekryterade TV4 henne till sin programpresentatörsstab och så småningom började hon sitt arbete som nyhetsjournalist på TV4:s Nyhetsmorgon. Sedan dess har hon arbetat med en rad program både på TV4 och Sveriges Television, bakom och framför kameran. 2002 regisserade hon och producerade dokumentärfilms trilogin "Min galna värld", - att leva med depression, -att leva med psykos och - att växa upp med en psykiskt sjuk förälder.
Senast hon syntes framför kameran var i intervjuprogrammet 24 minuter på Sveriges Televisions digitala kanal 24. Hon lämnade programmet efter första säsongen för att heltid ägna sig åt dokumentärfilm.